# Польское подпольное государство

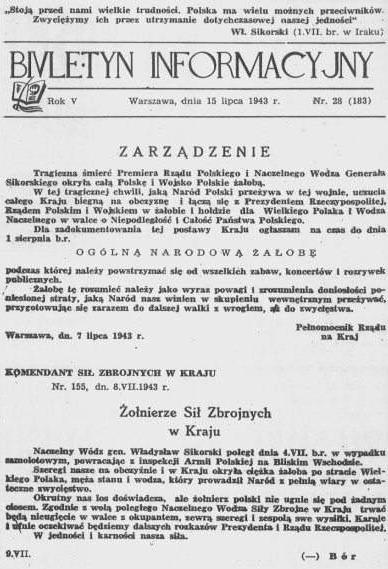
Biuletyn Informacyjny — официальное издание «Делегатуры правительства на Польшу» — правительства Польского подпольного государства

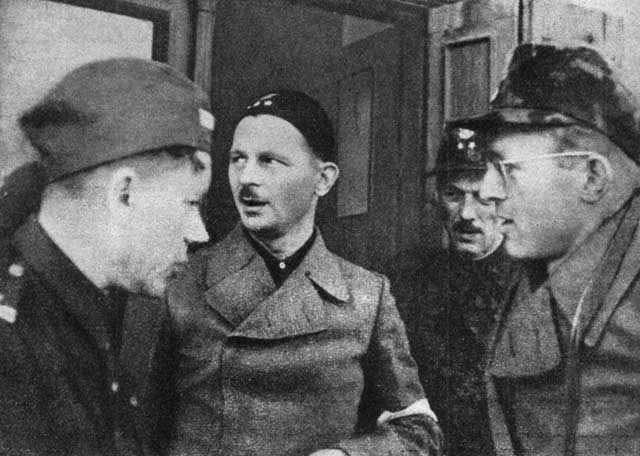
Члены Управления диверсиями «Кедыв» во время Варшавского восстания, август 1944 года

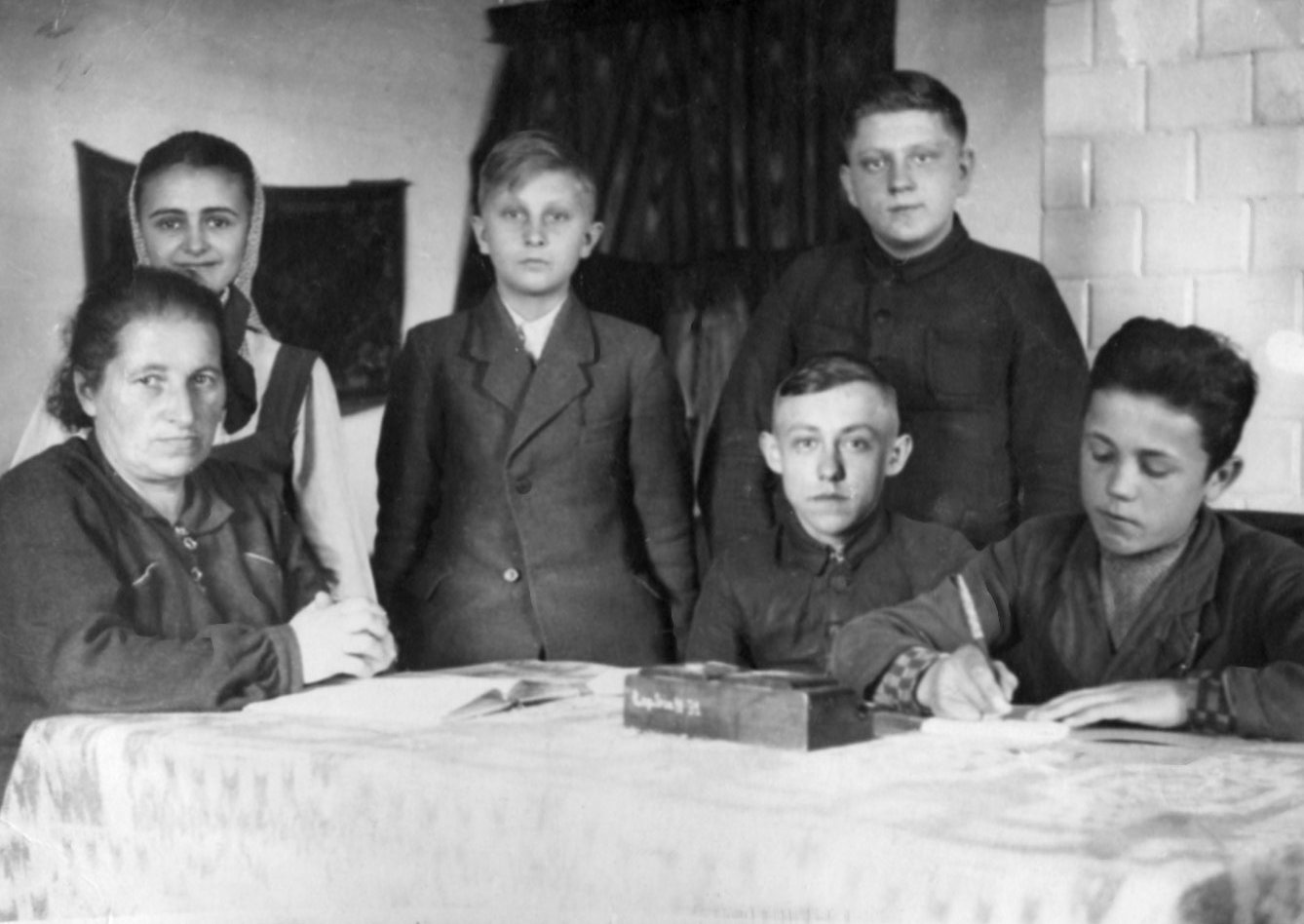
Обучение в подпольной школе

Польское подпольное государство (пол. Polskie Państwo Podziemne) — термин, обозначающий подпольные военные, политические и гражданские организации, объединённые в единое подпольное государственное образование, существовавшее на территории оккупированной немцами Польши в годы Второй мировой войны.
Целью Польского подпольного государства являлась подготовка к всеобщему восстанию, которое планировалось провести в момент приближения союзнических войск к Польше. Впервые термин «Подпольное польское государство» появилось 13 января 1944 года в подпольном периодическом издании Biuletyn Informacyjny.

## История
В сентябре 1939 года, вскоре после германской оккупации и присоединения к СССР Западной Украины и Западной Белоруссии (бывших в составе Польши) стали стихийно возникать различные подпольные организации. Уже в конце 1939 года в стране развернуло свою деятельность несколько сотен подпольных военных и гражданских организаций.
27 сентября 1939 года группа высших офицеров Войска Польского, которые были оставлены приказом Главнокомандующего Эдварда Рыдз-Смиглы на оккупированной немецкими и советскими войсками территории довоенной Польши, основала тайную военную организацию «Служба победе Польши». Эту организацию возглавил генерал Михал Токажевский-Карашевич, который в марте 1940 года был арестован НКВД во Львове после попытки перейти новую германско-советскую границу. 13 ноября 1939 года, после согласования с Правительством в изгнании, «Служба победе Польши» была распущена и вместо неё был создан «Союз вооружённой борьбы», руководителями которого стал генерал Казимеж Соснковский, отвечавший за советскую территорию оккупации и Стефан Ровецкий, отвечавший за немецкую территорию оккупации. В июне 1940 года Стефан Ровецкий был назначен ответственным за обе зоны оккупации. В 1942 году «Союз вооружённый борьбы» был преобразован в Армию крайову.
В декабре 1939 года Правительством в изгнании был создан «Национальный Совет» (пол. Rada Narodowa). В начале 1940 года произошла встреча представителей трёх основных политических партий — ППС (выступала под названием ППС—Свобода, Равенство, Независимость), СН (пол. Stronnictwo Narodowe — SN — «Национальная партия») и СЛ (пол. Stronnictwo Ludowe — SL «Народная партия») — которые вошли в Национальный Совет и образовали подпольный Парламент под названием «Политический Консультативный Совет» (пол. Polityczny Komitet Porozumiewawczy — PKP). Позже в состав этого Парламента вошли партия «Служба Польше» (СП) и мелкие партии , «Демократическая партия» (пол. Stronnictwo Demokratyczne — SD).
К концу II Мировой войны этот Парламент стал называться «Совет национального единства». Его представителем был Казимеж Пужак из партии «Свобода, равенство, независимость».
В  1940 г. была образована «Делегатура правительства на Польшу», которая была связующим звеном между Польским подпольным государством и Правительством Польши в изгнании. Первым делегатом в ранге Премьер-министра стал Кирилл Ротайский. Делегатура представляла собой структуру, подразделяющееся на департаменты, которые соответствовали министерствам.
Все институты Польского подпольного государства действовали в соответствии с административным делением Второй Речи Посполитой.
Вне структуры Польского подпольного государства находились некоторые националистические, социалистические и коммунистические подпольные организации. В 1942 году часть польских националистов создала «Национальные вооружённые силы». Национальные вооружённые силы также обладали гражданской структурой.
5 января 1942 года польские коммунисты создали в Варшаве Польскую рабочую партию, которая имела свою вооружённую организацию под названием «Гвардия Людова». Коммунисты следовали директивам из Москвы и выступали против польской власти в изгнании. Рузвельт и Черчилль признали, что Польша находится в сфере действий Красной Армии, что было оговорено ещё на Тегеранской конференции лидеров коалиции.. Сталин, Рузвельт и  Черчилль  договорились, что восточные границы Польши будут проходить примерно по линии Керзона . Опубликованные документы говорят, что  в условиях военного времени оба этих лидера признали за СССР право на пресечение враждебных действий подполья. Польские власти в изгнании и политики, руководившие «подпольным государством» и АК на польской территории  , вопреки фактам, официально продолжали придерживаться ориентации на помощь западных союзников в сохранении Польши в довоенных границах на востоке, Заользья, Оравы и Спиша с приобретением территорий на западе и севере. Армия Крайова и та часть населения, которая её поддерживала, становились заложниками данной концепции. Реальных ресурсов провести в жизнь свои претензии у эмигрантского правительства и его структур не было — ни военных, ни политических. Власти в изгнании  и руководители подчиненных структур в стране явно переоценили свое влияние на международной арене.
Борьба с СССР за сохранение Польши в довоенных границах на востоке и против границы Польши  примерно по «линии Керзона» была заведомо обречена на провал, но был сознательно взят курс на конфронтацию. После поражения Варшавского восстания и провала попыток принудить советскую сторону признать польскую принадлежность восточных окраин, а «лондонское» правительство — единственной законной властью Польши, военно-политическое подполье лондонского правительства Польши находилось в состоянии организационного кризиса, численность АК и структур Польского подпольного государства начала существенно сокращаться. Многие члены подполья  с охотой шли служить в организацию, борющуюся с нацистами и коллаборационистами, но не были готовы и не имели желания служить в проигрывающей организации, безуспешно воюющей против СССР и временного правительства. 7 мая 1945 года генерал Владислав Андерс , исполняющий обязанности главнокомандующего польскими силами на Западе, распустил организацию Nie и создал вместо неё в тылах Красной Армии на базе AK-NIE организацию Delegatura Sił Zbrojnych na Kraj (DSZ), комендантом которой стал полковник Ян Жепецкий («Ожуг», «Презес»). Андерс создал DSZ для того, чтобы вести военные действия против СССР, как «нового оккупанта», и Временного правительства Польской Республики. Фактически вооружённое подполье лондонского правительства Польши — официального члена Антигитлеровской коалиции — с согласия главнокомандующего польских вооружённых сил на Западе и власти в изгнании вело необъявленную войну против СССР — одного из лидеров этой коалиции. 30 мая 1945 года  Гарри Гопкинс в качестве специального посланника президента США поспешил официально откреститься в Кремле от арестованного генерала Окулицкого и  антисоветского  подполья в тылу советских войск. После переговоров Гопкинса со Сталиным в Москве успешно завершилось формирование Временного польского правительства национального единства. Польское эмиграционное правительство проиграло ожесточённую борьбу с фактами, все их усилия потерпели фиаско. Это означало политическое банкротство польского эмигрантского правительства и его подпольных структур в Польше. 28 июня 1945 года в соответствии с Ялтинскими договоренностями Временное правительство Польской Республики было расширено за счёт деятелей из самой Польши и поляков из-за границы и преобразовано во Временное правительство национального единства (ВПНЕ). 5 июля 1945 года Великобритания и Соединённые Штаты, бывшие до тех пор союзниками Польского правительства в изгнании, перестали признавать это правительство. 
«Польское подпольное государство» было распущено во второй половине 1945 года.

## Деятельность Польского подпольного государства
Одной из характерных черт Польского подпольного государства было уважение к нему со стороны польского населения. Польское подпольное государство и его институты воспринимались его участниками и польским населением как легитимное продолжение довоенного польского государства. На всей территории Польши была создана широкая сеть гражданского и военного сопротивления.
Польское подпольное государство было лояльно Правительству Польши в изгнании. В состав Польского подпольного государства входили структуры исполнительной, законодательной и судебной власти, которые занимались не только военно-гражданским сопротивлением против оккупантов, но и социальными, культурными, образовательными и благотворительными вопросами. В деятельности Польского подпольного государства, не считая военные структуры Армии крайовой, насчитывающей около 380 тысяч активистов, принимали участие также несколько сот тысяч человек, связанных с различными гражданскими институтами и учреждениями этого государства. Учреждения Польского подпольного государства действовали согласно законам, принятым в соответствии с польским законодательством; законы, принятые немецкими оккупационными властями, признавались незаконными.
Была организована сеть тайного среднего и высшего обучения (в подпольном Варшавском университете к концу войны обучалось около 2000 человек). Действовали подпольные театры. В подпольных типографиях выпускались периодические издания и книги.
Печатным изданием «Союза вооружённой борьбы» являлся «Информационный бюллетень», который регулярно выходил тиражом около 50 тысяч экземпляров.
С 1944 года вооружённой борьбой польского народа руководило Управление диверсий «Кедыв» Армии Крайовой. Проводились и организовывались саботажно-диверсионные операции, в которых участвовали различные подпольные гражданские организации. «Кедыв» также приводил в исполнение решения гражданских судов.

## Структура Польского подпольного государства

### Военная структура
- Верховный Главнокомандующий;
  - Командующий Армией крайовой;
  - Управление подпольной борьбы:
    - Управление диверсиями (Кедыв);
    - Отдел VI — Бюро Информации и Пропаганды;
    - Отдел VII — Отдел финансов и контроля;

  - Заместитель Командующего и начальник штаба:
    - Заместитель начальника штаба по организационным вопросам;
    - Отдел I — Организационный отдел;

  - Заместитель начальника штаба по операциям:
    - Отдел III — Отдел операций;
    - Департамент вооружений;
    - Инспекционное бюро;
    - Отдел II — Отдел информации и разведки.

  - Заместитель начальник штаба по связи:
    - Отдел V — Отдел связи.
      - Отдел оперативной связи;
      - Отдел конспиративной связи;

    - Военный комиссар связи;
    - Военный комиссар почты;

  - Заместитель начальника штаба по квартированию:
    - Отдел IV — Интендантский отдел;
    - Инспекция службы по охране военного восстания.
    - Отдел конспиративной продукции.

### Гражданские структуры

#### Исполнительная структура
- Делегатура правительства на Польшу;
- Первый делегат (Премьер-министр);
  - Национальный совет министров:
    - Комитет Края;
    - Министерство внутренних дел;
    - Дипломатические средства связи;
    - Делегат Национального совета в Крае (вице-премьер);
    - Администрация Президента;
    - Департамент информации и документации;
    - Департамент образования и культуры;
    - Департамент работы и социального обеспечения;
    - Министерство сельского хозяйства;
    - Министерство финансов;
    - Министерство промышленности и торговли;
    - Департамент почты и телеграфа;
    - Управление связи;
    - Департамент общественных работ и восстановления;
    - Министерство юстиции;
    - Отдел по иностранным делам;
    - Экономический комитет;
    - Национальный совет по восстановлению;
    - Управление по делам национальностей;
    - Координационный законодательный комитет;
    - Центральная комиссия по расследованию преступлений оккупантов в Польше;
    - Административный комитет;
    - Политический комитет;
    - Департамент национальной обороны;
    - Окружные делегатуры Национального Совета;
    - Повятовые делегатуры Национального Совета.

#### Законодательная структура
- Парламент

#### Судебная структура
- Руководство гражданской борьбой:
  - подпольные суды;

## Территориальная структура
Польское подпольное государство делилось на четыре больших территории: Западная, Варшавская, Белостокская и Львовская, которые в свою очередь делились на округи, состоящие из районов. Районы состояли из гмин, делившиеся на взводы. Взвод состоял из трёх дружин, делившихся на 3 секции, каждая из которых насчитывала 5 человек.
- Территория:
  - Округи (воеводства);
    - Районы (повяты);
      - Гмины;
        - Взвод;
          - 3 дружины;
            - 3 секции;
              - 1 секция (5 человек).

## Память
- В Познани находится памятник Польскому подпольному государству.
- 27 сентября в Польше отмечается День Польского подпольного государства.

## Источник
- Алиция Дыбковская, Малгожата Жарын, Ян Жарын, История Польши с древнейших времён до наших дней, Научное издательство ПВН, Варшава, 1995 г., стр. 280—282, ISBN 83-01-11764-8